# Birkir Sævarsson
Birkir Már Sævarsson (ur. 11 listopada 1984 w Reykjavíku) – islandzki piłkarz,
boczny obrońca, cofnięty skrzydłowy, boczny pomocnik, od 2018 roku piłkarz klubu Valur.

## Kariera klubowa
Birkir Már Sævarsson karierę rozpoczynał w stołecznym Valur Reykjavík. W ciągu pierwszych trzech sezonów był rezerwowym. Jednak w następnych trzech był już podstawowym zawodnikiem. W 2008 roku przeszedł do klubu z Tippeligaen, SK Brann. W 2015 został zawodnikiem Hammarby IF.

## Kariera reprezentacyjna
Piłkarz rozpoczął karierę od Reprezentacji Islandii U-21, gdzie zagrał w 3 meczach nie strzelając przy tym gola. W seniorskiej Reprezentacji Islandii
zadebiutował w meczu eliminacji do Euro 2008 przeciwko Liechtensteinowi. Islandia ten mecz zremisowała 1:1. Brał także udział w eliminacjach do Euro 2008 i Mundialu 2010.

## Sukcesy
- Mistrzostwo Islandii: 2007 z Valur
- Puchar Islandii: 2005 z Valur
- Superpuchar Islandii: 2005 i 2007 z Valur